# 尼崎市立日新中学校

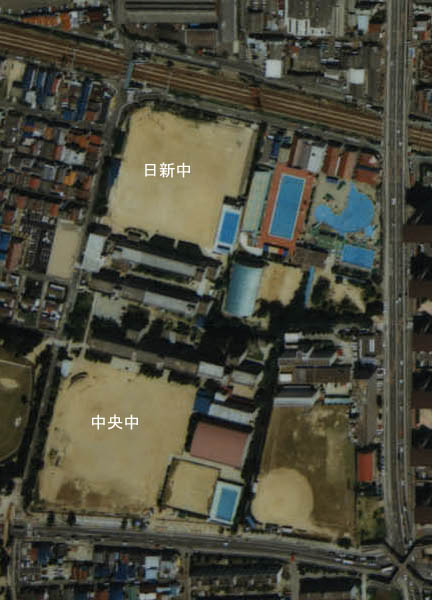
1985年当時の航空写真。

尼崎市立日新中学校（あまがさきしりつ にっしんちゅうがっこう）は、兵庫県尼崎市東七松町にある公立中学校。

## 概要
尼崎市立中央中学校が南側に隣接して設置されている。一般の公立中学校2校が隣同士に設置されているのは、日本全国では少ない。（大阪府泉大津市立誠風中学校と泉大津市立東陽中学校・宮城県石巻市立門脇中学校と石巻市立石巻中学校記事も参照）
出初式の際には駐車場になっている。

## 沿革
- 1959年（昭和34年）5月1日 - 尼崎市立昭和中学校（合併により2019年現在の尼崎市立中央中学校）、尼崎市立立花中学校より分離し、尼崎市立日新中学校創立。

## 部活動

### 運動部
- 野球部
- 女子バレーボール部
- バスケットボール部
- 男子ソフトテニス部
- 陸上競技部
- 剣道部（2025年6月2日現在は課外活動ではなく個人活動）

### 文化部

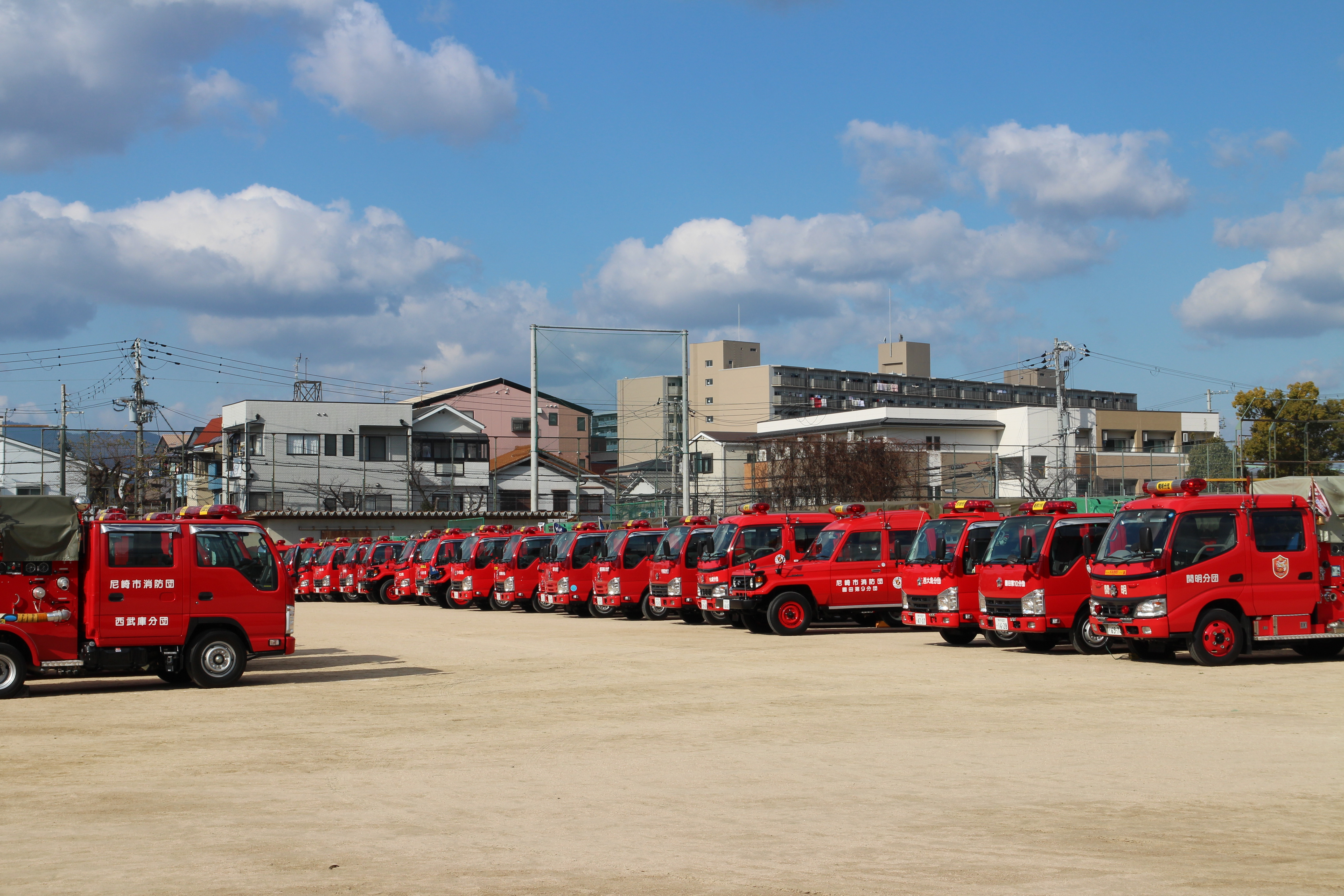
出初式で駐車場として使われる尼崎市立日新中学校-2024年1月

- 吹奏楽部
- 家庭科部
- 芸術部出初式で駐車場として使われる尼崎市立日新中学校-2024年1月

## 校区
- 尼崎市立七松小学校校区
- 尼崎市立立花南小学校校区の大半（名神町、大西町、立花町を除く）

## 校区が隣接している学校
- 尼崎市立立花中学校
- 尼崎市立南武庫之荘中学校
- 尼崎市立大庄北中学校
- 尼崎市立中央中学校
- 尼崎市立大成中学校